# Centrolabrus
Centrolabrus es un género de peces perciformes de la familia de los Labridae.

## Especies
De acuerdo con FishBase:
- Centrolabrus caeruleus Azevedo, 1999
- Centrolabrus exoletus (Linnaeus, 1758)
- Centrolabrus trutta (Lowe, 1834)